# Futbol a Romania

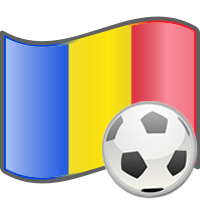

El futbol és l'esport més important a Romania. És organitzat per la Federació Romanesa de Futbol (romanès: Federaţia Română de Fotbal o FRF), membre de la UEFA.

## Història

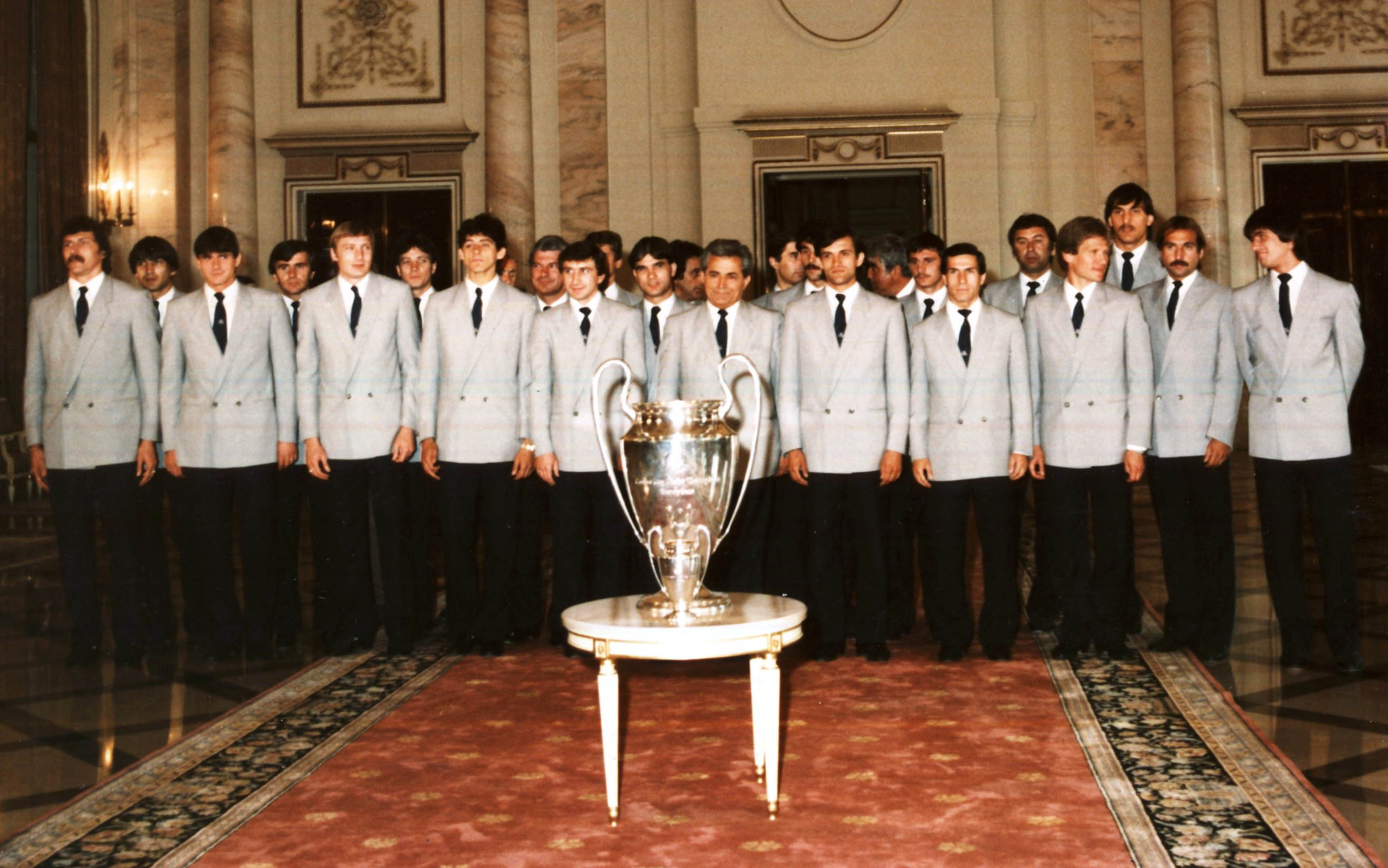
FC Steaua București, campió de la Copa d'Europa 1985-86.

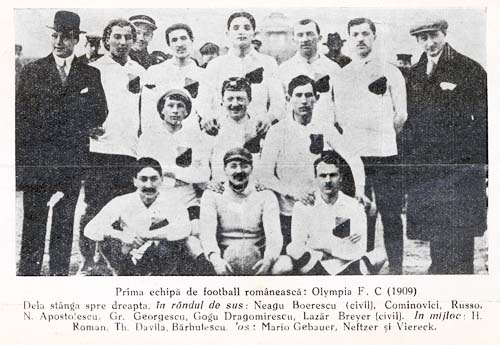
Olympia București el 1909.

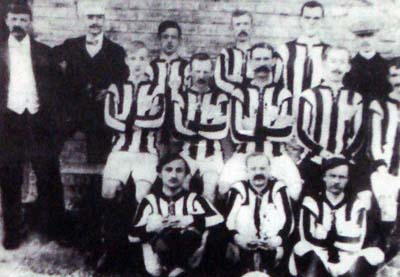
Colentina București el 1914.

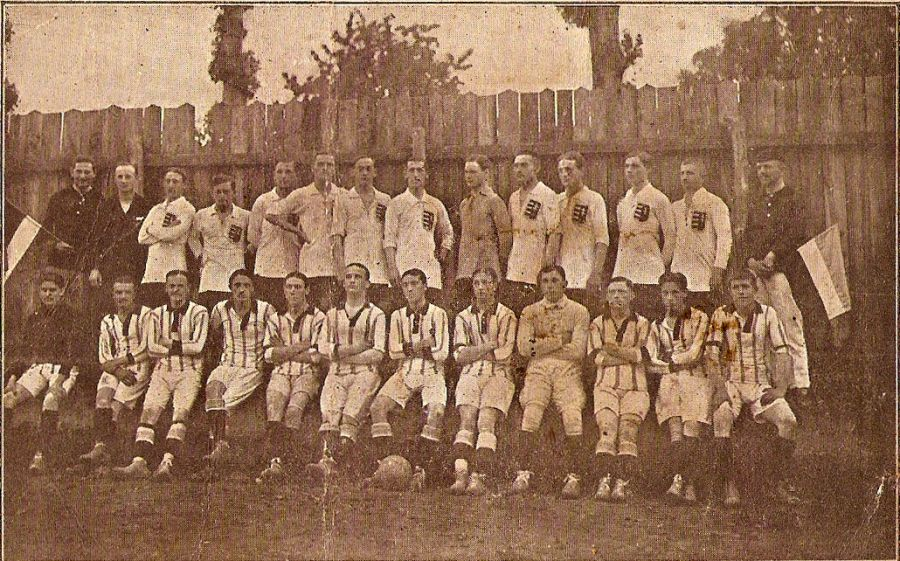
Chinezul Timișoara vs FC Tatabánya el 1914.

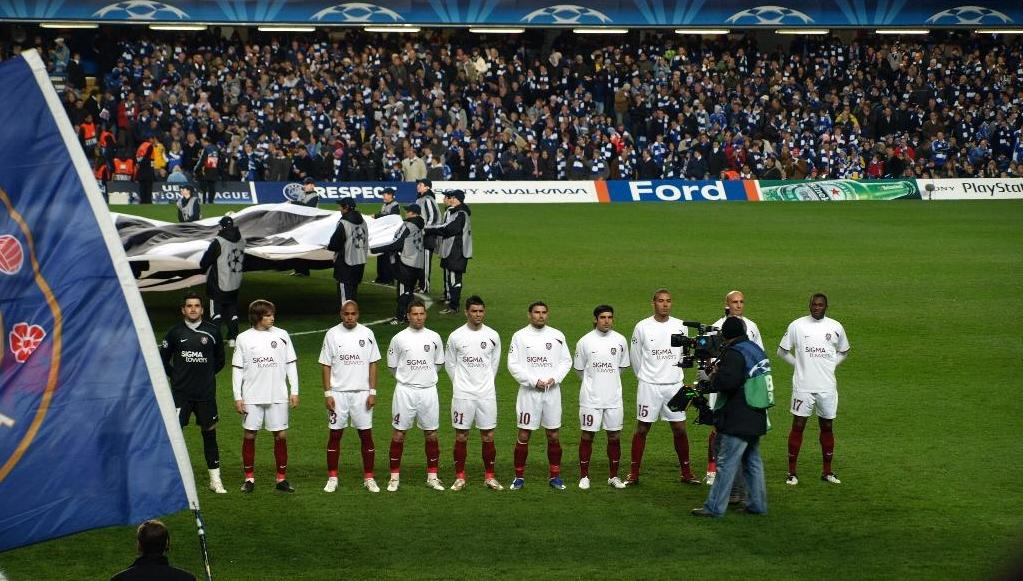
CFR Cluj.

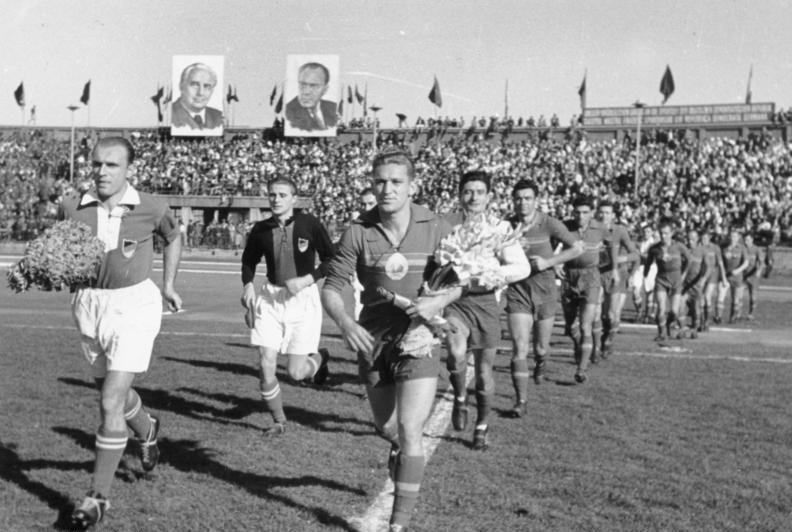
Romania vs RDA el 1952.

El primer campionat de Romania es disputà el 1909 organitzat per l'Asociaţiunea Societăţilor Atletice din Romania (Associació de Societats Atlètiques de Romania). Fins a la Segona Guerra Mundial, dominaren el campionat alguns clubs posteriorment desapareguts, com Olympia Bucarest, Colentina Bucarest, Venus Bucarest, Chinezul Timisoara, Juventus Bucarest o Ripensia Timisoara. Després de la guerra, el campionat ha estat dominat per dos clubs, el FC Steaua București i el Dinamo București.
El primer partit de la selecció romanesa fou el 8 de juny de 1922 amb una victòria davant Iugoslàvia per 2-1. És una de les poques seleccions que disputà les tres primeres edicions de la Copa del Món a la dècada de 1930.

## Competicions
- Liga I[9]
- Cupa României
- Cupa Ligii
- Supercupa României

## Principals clubs
- FC Steaua Bucureşti (Bucarest)
- FC Dinamo Bucureşti (Bucarest)
- ASC Venus Bucureşti (Bucarest)
- FCM Uzina Textila Arad (Arad)
- FC Universitatea Craiova (Craiova)
- FC Petrolul Ploieşti (Ploieşti)
- FC Ripensia Timişoara (Timişoara)
- FC CFR 1907 Cluj (Cluj-Napoca)
- FC Rapid Bucureşti (Bucarest)
- FC Argeş Piteşti (Piteşti)
- Fotbal Club Braşov (Brașov)
- FC Farul Constanţa (Constanţa)
- FC Sportul Studenţesc Bucureşti (Bucarest)
- Fotbal Club Timişoara (Timişoara)

## Jugadors destacats
Font:
Des de 1920
- István Avar

Des de 1930
- Gheorghe Albu
- Iuliu Baratky
- Iuliu Bodola
- Ștefan Dobay
- Emerich Vogl

Des de 1950
- Alexandru Apolzan
- Titus Ozon
- József Pecsovszky
- Ion Voinescu

Des de 1960
- Gheorghe Constantin
- Nicolae Dobrin
- Ion Nunweiller
- Radu Nunweiller
- Ion Parcalab

Des de 1970
- Emerich Dembrovschi
- Cornel Dinu
- Florea Dumitrache
- Ion Dumitru
- Dudu Georgescu
- Anghel Iordănescu
- Mircea Lucescu
- Marcel Răducanu

Des de 1980
- Gavril Balint
- Ilie Balaci
- László Bölöni
- Rodion Cămătaru
- Helmuth Duckadam
- Silviu Lung
- Victor Piturca
- Costica Stefanescu

Des de 1990
- Miodrag Belodedici
- Ilie Dumitrescu
- Gheorghe Hagi
- Adrian Ilie
- Marius Lăcătuș
- Viorel Moldovan
- Dorinel Munteanu
- Dan Petrescu
- Gheorghe Popescu
- Florin Răducioiu
- Ioan Ovidiu Sabău

Des de 2000
- Cristian Chivu
- Cosmin Contra
- Ciprian Marica
- Adrian Mutu
- Mirel Rădoi
- Ștefan Radu

Des de 2010
- Răzvan Raț

## Principals estadis

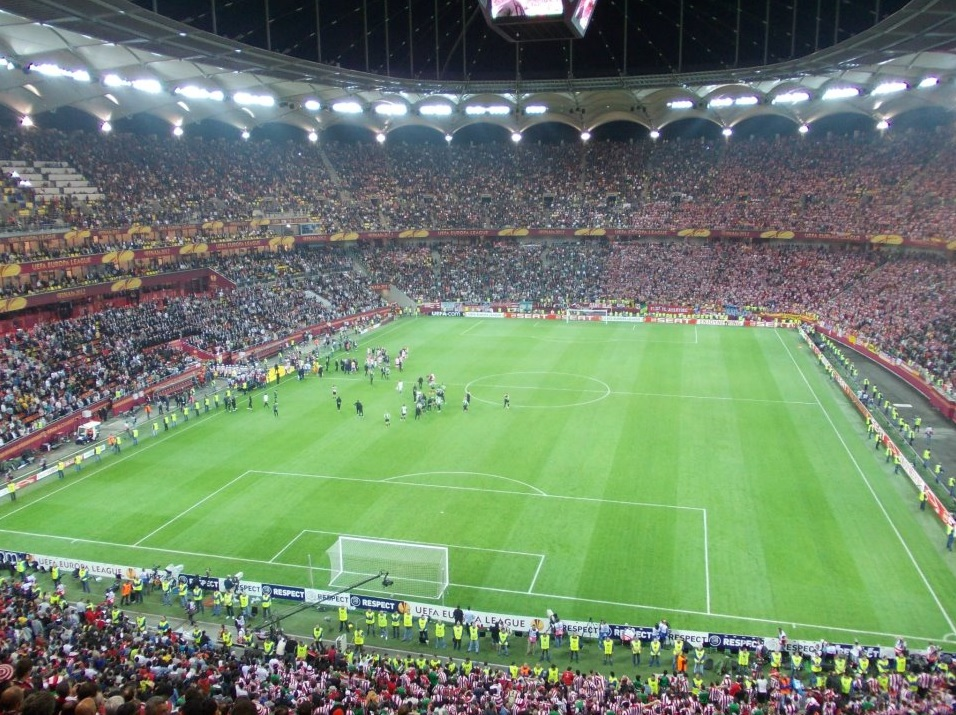
Arena Națională, final Europa League el 2011-12.

| # | Estadi                             | Capacitat | Ciutat                | Inauguració |
| - | ---------------------------------- | --------- | --------------------- | ----------- |
| 1 | Arena Națională                    | 55.600    | Bucarest              | 2011        |
| 2 | Stadionul Dan Păltinișanu          | 32.972    | Timișoara             | 1960        |
| 3 | Stadionul Iftimie Ilisei           | 32.860    | Medgidia              | 1983        |
| 4 | Stadionul Ion Oblemenco            | 30.929    | Craiova               | 2017        |
| 5 | Cluj Arena                         | 30.201    | Cluj-Napoca           | 2011        |
| 6 | Stadionul Dr. Constantin Rădulescu | 23.500    | Cluj-Napoca           | 1973        |
| 7 | Stadionul Dunărea                  | 23.000    | Galați                | 1920        |
| 8 | Stadionul Municipal                | 20.154    | Brăila                | 1974        |
| 9 | Stadionul Municipal                | 20.054    | Drobeta-Turnu Severin | 1963        |